# Ouwegem
Ouwegem (fr. Auwegem, Auweghem) – dzielnica (deelgemeente) gminy Kruisem w Belgii, w Regionie Flamandzkim, w prowincji Flandria Wschodnia, w okręgu Oudenaarde. Do 31 grudnia 1976 samodzielna gmina.

## Demografia
Liczba mieszkańców, stan na 1 stycznia:
| Rok                | 1930 | 1947 | 1961 | 2020 |
| ------------------ | ---- | ---- | ---- | ---- |
| Liczba mieszkańców | 1358 | 1335 | 1279 | 1623 |